# Mitin de la carne
La huelga o mitin de la carne fue una serie de protestas en Santiago de Chile, realizadas en octubre de 1905, contra el alza del impuesto a la carne importada desde Argentina. Este impuesto afectaba principalmente a las clases populares, que no podían acceder al producto por su elevado precio. La manifestación, inicialmente pacífica, derivó en disturbios y saqueos, resultando en una represión violenta por parte del gobierno del presidente Germán Riesco. Se estima que el conflicto dejó entre 200 y 250 muertos, además de cientos de heridos y detenidos.

## Historia
Durante el gobierno del presidente Germán Riesco, se aprobó un impuesto a la carne importada desde Argentina, lo que generó un fuerte descontento en las clases populares. Este impuesto beneficiaba principalmente a los grandes productores de carne en Chile, mientras que encarecía el producto para la población, dificultando su acceso.
Desde el 5 de octubre de 1905, diversas agrupaciones obreras, organizadas bajo el Comité Central de Impuesto al Ganado y con el respaldo del Partido Demócrata, convocaron a una manifestación en contra del gravamen. La protesta fue programada para realizarse en Santiago el domingo 22 de octubre de 1905, con el objetivo de marchar hacia el Palacio de La Moneda y entregar un petitorio al presidente, solicitando la derogación del impuesto.

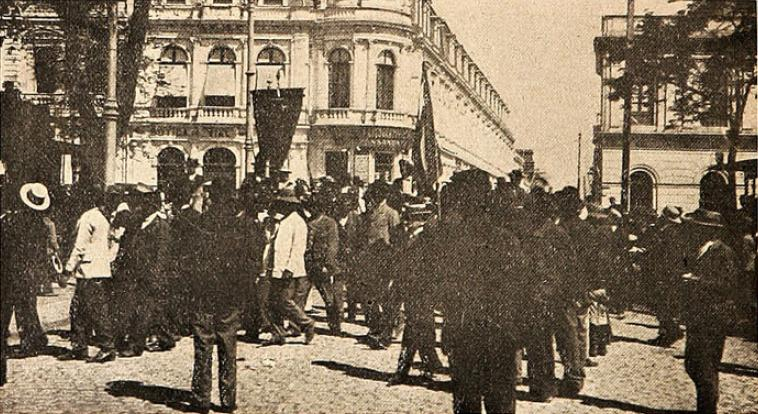
Sociedades obreras llegan a la Alameda.

La marcha comenzó a las 14:30 horas, recorriendo la Alameda y varias calles cercanas al palacio de gobierno. Sin embargo, al llegar a La Moneda, los manifestantes descubrieron que el presidente Riesco no se encontraba allí, sino en su residencia en la intersección de las calles Huérfanos con Amunátegui. Una delegación se dirigió a su domicilio, donde entregaron una carta que señalaba: "En virtud del derecho de petición que nos confiere la ley, solicitamos la derogación del impuesto a la carne, ya que, lejos de lograr su propósito de desarrollar la industria ganadera nacional, ha encarecido el producto, beneficiando únicamente a unos pocos".
El presidente Riesco se reunió con los manifestantes y prometió hacer lo posible para revisar el impuesto, expresando su preocupación por el aumento en los precios de los productos básicos.
Periódicos de la época difieren de la cantidad de participantes en la marcha, algunos 25 000 y 30 000 personas, otro señaló que frente a La Moneda desfilaron 50 000, mientras que la policía estimó 12 000 participantes. Muchos participantes provenían fuera de la ciudad, venidas desde comunas rurales, pueblos vecinos y provincias.
Tras este encuentro, la marcha continuó pacíficamente por el centro de Santiago, pasando por la casa del diputado demócrata Malaquías Concha y por diversas oficinas de medios de comunicación que apoyaban la abolición del impuesto.

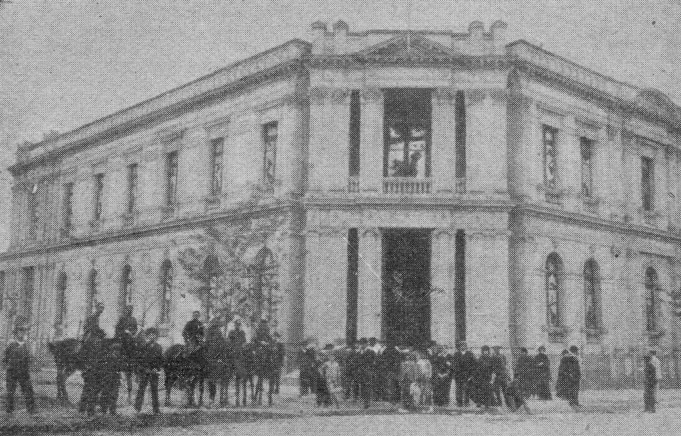
Palacio de Rafael Errázuriz Urmeneta asaltado por manifestantes.

No obstante, la calma se vio interrumpida cuando algunos grupos ajenos a la marcha, influenciados por ideas anarquistas que estimulaban "acciones directas", comenzaron a difundir el rumor falso de que el presidente se había negado a recibir a los manifestantes, lo que desató la ira de algunos sectores. Estos grupos descolgados iniciaron disturbios, riñas, saqueos y actos vandálicos, atacando negocios, en especial los de extranjeros ‘turcos’ e ‘italianos’.

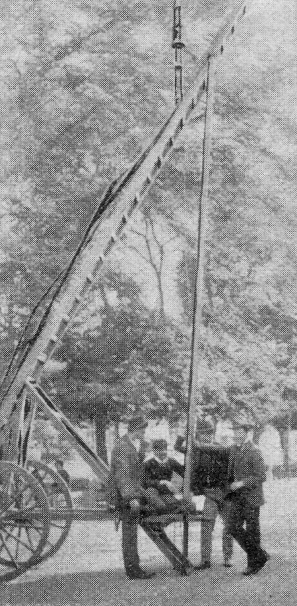
Revisando los postes eléctricos vandalizados.

Los disturbios también se extendieron a varios edificios públicos y residencias de figuras políticas, entre ellos los domicilios de Rafael Errázuriz Urmeneta, Carlos Correa y Toro y Camelia Saavedra. Fueron asaltados el Estado Mayor, la Tesorería Fiscal, el Hospital San Juan de Dios, el Instituto Nacional, la Sección de Seguridad, los bancos Español-Italiano e Industrial, la imprenta de El Mercurio, el Club de la Unión y la Séptima Comisaría de Yungay, entre otros.
Ante la magnitud de los desórdenes, la policía, superada en número, y ante la imposibilidad de la ayuda del ejército que se encontraba fuera de la ciudad, organizó cuerpos de vigilancia armada compuestos por civiles, incluyendo jóvenes aristócratas, miembros de colonias extranjeras, funcionarios municipales y bomberos. Sin embargo, hubo denuncias de excesos cometidos por estos grupos, acusando a la "juventud aristocrática" de ser "viles asesinos del pueblo".

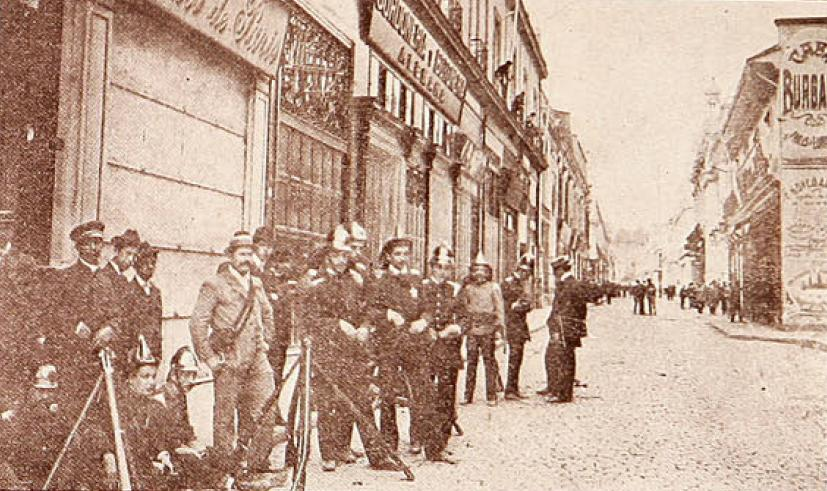
Bomberos montando guardia para restablecer el orden.

Los disturbios se prolongaron entre el 22 y el 27 de octubre de 1905, siendo los tres primeros días los más violentos. Según estimaciones, durante este periodo se detuvo a 825 personas y hubo más de 500 heridos, entre ellos 65 policías. Las cifras de muertos varían entre las fuentes de la época, estimándose entre 200 y 250 fallecidos.
Para restablecer el orden, fue designado el general Roberto Silva Renard, un veterano de la guerra del Pacífico y de la Guerra Civil de 1891, quien posteriormente comandaría la represión de los obreros del salitre en la Matanza de la Escuela Santa María de Iquique en 1907.

## Galería
Algunas fotografías del mitin de la carne que fueron publicadas diversas revistas de la época como Sucesos, Zig-Zag y la revista argentina Caras y Caretas:

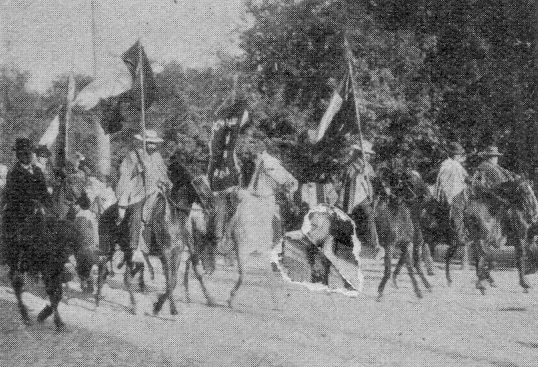
Cabeza de la columna de manifestantes en la Alameda.
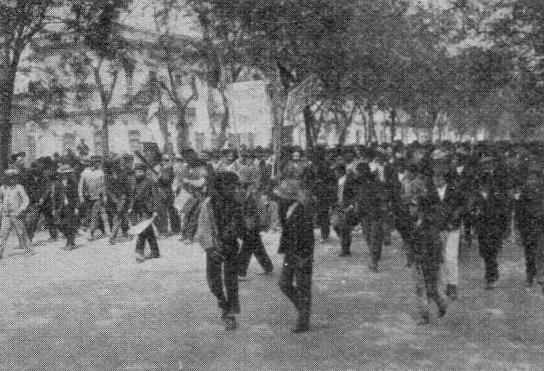
Desfile de sociedades obreras en la Alameda.
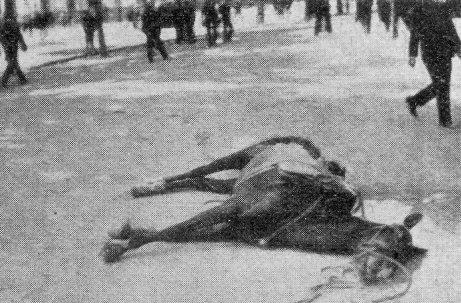
Caballo de un policía muerto en la Alameda.
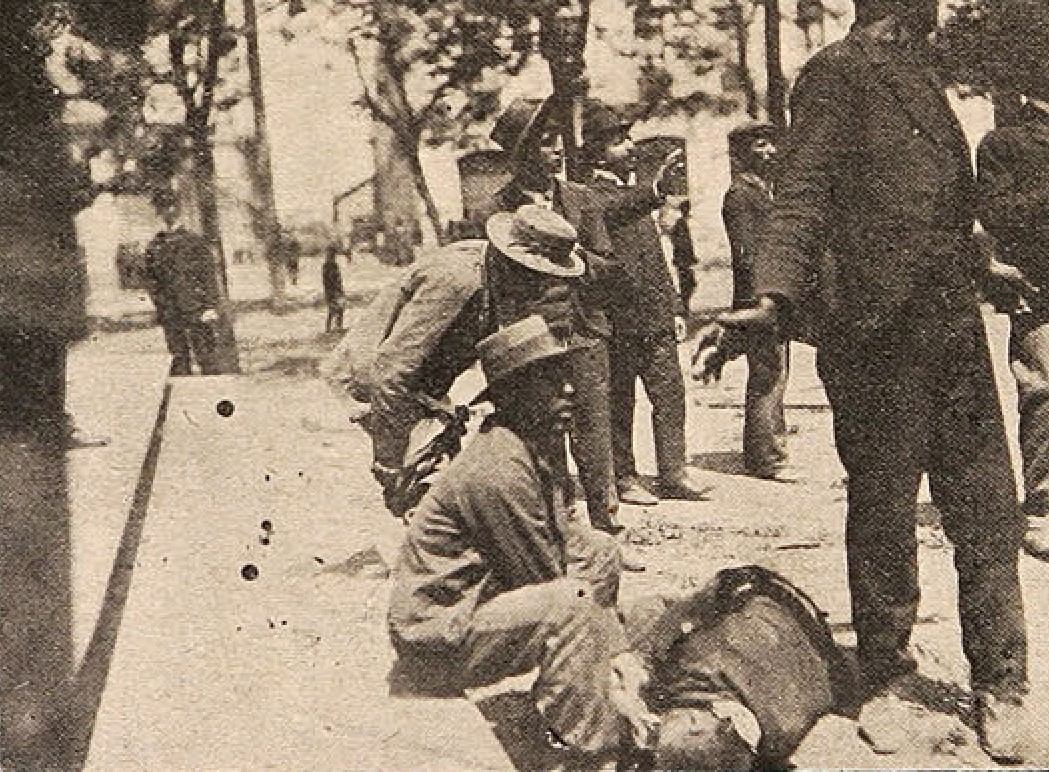
Primer muerto en la Alameda con San Diego.
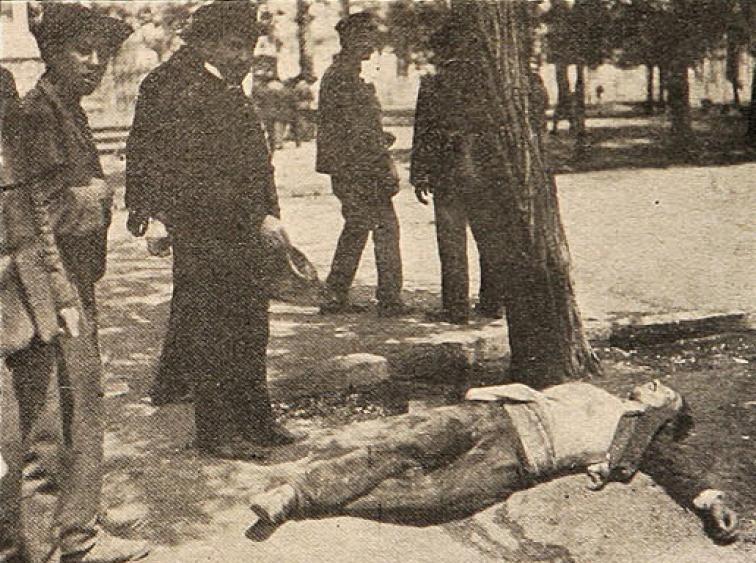
Otro muerto en las Delicias esquina de San Ignacio.
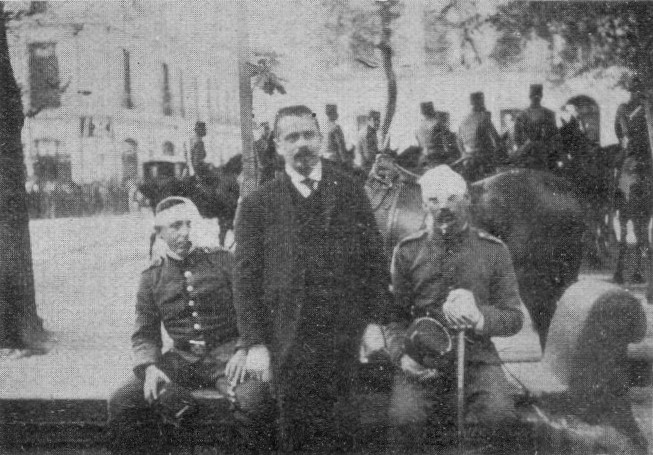
Víctimas causadas por el populacho.
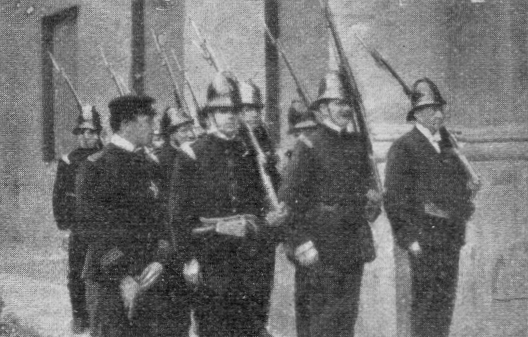
Bomberos patrullando.
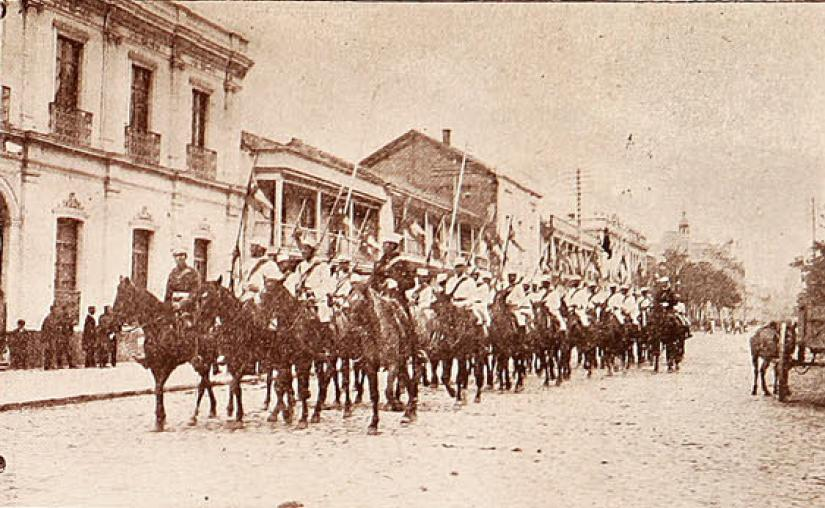
Una cuarta del dragones recorriendo las calles.

## Literatura adicional
- Izquierdo Fernández, Gonzalo (1976). Octubre de 1905: un episodio en la historia social chilena.. Consultado el 8 de agosto de 2018.